# Nikolaus Kratzer
Nikolaus Kratzer (1487 – 1550) è stato un matematico tedesco.
Artefice e matematico nativo di Monaco, lavorò a Londra dal 1524 fino alla morte. Durante il regno di Enrico VIII, che manifestò forte interesse per la cosmografia e per le imprese di oltremare, fu nominato astronomo e orologiaio regale. Insegnò all'Università di Oxford astronomia e "dottrina della sfera". Gli orologi solari che costruì ne mostrano la competenza geometrica e l'abilità di orologiaio. Si offrì di realizzare una mappa dell'Inghilterra per la progettata nuova edizione della Geografia di Claudio Tolomeo (metà II secolo d.C.).